# Ogcodes clavatus
Ogcodes clavatus är en tvåvingeart som beskrevs av Becker 1909. Ogcodes clavatus ingår i släktet Ogcodes och familjen kulflugor. Inga underarter finns listade i Catalogue of Life.